# Kuk Po
Kuk Po är en dal i Hongkong (Kina). Den ligger i den norra delen av Hongkong.